# Chromogobius britoi
Chromogobius britoi är en fiskart som beskrevs av Van Tassell 2001. Chromogobius britoi ingår i släktet Chromogobius och familjen smörbultsfiskar. Inga underarter finns listade i Catalogue of Life.